# Gauliga Steiermark 1941./42.
Gauliga Steiermark u sezoni 1941./42. bio je drugi rang austrijskog nogometnog sustava unutar Trećeg Reicha.
Za vrijeme njemačke okupacije slovenski dio Štajerske, s nekim pripojenim područjima Donje i Gornje Štajerske, činila je posebnu upravnu jedinicu pod nazivom Donja Štajerska. Iz Gorenjske je Donjoj Štajerskoj pripojen dio kotara Kamnik (općina Trojane), dio kotara Litija (općine Zagorje, Mlinše, Dole, Polšnik i Sv. Jurij pod Kumom), a u Dolenjskoj dio kotara Krško (općine Boštanj, Bučka, Reka, Studenec, Krško, Leskovec, Cerklje, Radeče, Št. Janž i dijelovi općina Tržišče, Škocjan i Sv. Križ pri Kostanjevici).

## Sustav natjecanja
Vodeći donjoštajerski klubovi bili su priključeni štajerskom sustavu natjecanja, točnije natjecanju zvanom Gauliga Steiermark, koje je predstavljalo drugi razred austrijskog nogometa unutar Trećeg Reicha, a važno je i da se broj momčadi s današnjeg slovenskog područja koje su igrale u Gauligi Steiermark mijenjao nekoliko puta u razdoblju od 1941. do 1945. godine.
Najviši austrijski rang u Trećem Reichu predstavljala je Gauliga Ostmark, koja je nakon pripojenja Austrije Trećem Reichu 1938. godine preuzela ulogu austrijskog državnog nogometnog prvenstva. Nakon širenja Drugog svjetskog rata na područje Jugoslavije, odnosno njemačke okupacije te pripajanja velikog dijela Dravske banovine Trećem Reichu, Gauliga Ostmark je preimenovana u Gauliga Donau-Alpenland. Unatoč tome, niti jedan slovenski klub nije se natjecao u najvišem razredu ovog natjecanja, jer su momčadi s okupiranih područja isprva bile uključene u drugi razred, iz koje se nijedna ekipa iz Gorenjske ili Donje Štajerske nije plasirala u najviši stupanj natjecanja, Gauligu Donau-Alpenland, u razdoblju 1941. – 1945.
Unutar Gaulige Donau-Alpenland nije postojao jedinstveni drugi razred, već je bio podijeljen na sedam regionalnih natjecanja (1. Klasse Wien Gruppe A, 1. Klasse Wien Gruppe B, Oberdonauer 1. Klasse, Salzburger 1. Klasse, 1. Klasse Kärnten, 1. Klasse Niederdonau i Gauliga Steiermark), a nakon pvog dijela natjecanja najbolje ekipe iz svake regije natjecale su se u završnici, a dvije najbolje momčadi bi bile uvrštene u Gauligu Donau-Alpenland, koja je predstavljala najviši razred Austrije. Pobjednik natjecanja prvim je mjestom izravno osvojio i naslov austrijskog nogometnog prvaka te tako dobio priliku nastupiti u završnici za naslov prvaka Trećeg Reicha, gdje su u razdoblju 1941. – 1945., osim ekipa iz Gaulige Donau-Alpenland, sudjelovale momčadi iz još 18 Gauligi.

## Novosti
Nakon kratkotrajnog Travanjskog rata i kapitulacije jugoslavenske vojske, slovensko područje u Kraljevini Jugoslaviji (Dravska banovina) okupirana je i podijeljena. Najveći dio dobila je Njemačka, i to slovensku Štajersku, Gorenjsku, sjeverni dio Dolenjske, Mežičku dolinu, dravogradsko područje i četiri sela u Prekmurju. Teritorij je iznosio više od 10.000 km² s oko 800.000 stanovnika. Prekmurje s gotovo 1000 km² i oko 100.000 stanovnika pripalo je Mađarskoj, dok je ostatak Notranjske, veći dio Dolenjske i Ljubljana, ukupno 4500 km² s oko 330.000 stanovnika, pripao Italiji.
Među prvim nacističkim mjerama denacionalizacije u okupiranoj slovenskoj Štajerskoj bilo je ukidanje slovenskih društava, organizacija i udruga. Šef civilne uprave imenovao je posebnog likvidacijskog povjerenika, koji je do kraja 1942. odlukama o likvidaciji raspustio sve slovenske klubove i konfiscirao njihovu imovinu, iako su u stvarnosti svi klubovi morali prestati s radom već u travnju i svibnju 1941. U Mariboru je likvidirano čak 39 sportskih klubova, uključujući najuspješniji mariborski predratni klub, 1. slovenski športni klub Maribor, a većina igrača je priključena njemačkom klubu SV Rapid iz Maribora, čije se djelovanje odvijalo u okviru Štajerskog domovinskog saveza, koji je za vrijeme okupacije bila jedina dopuštena politička organizacija u slovenskoj Štajerskoj. 1. SSK Maribor bio je uporište i žarište slovenskih domoljuba, pa nije slučajno što je ovo udruženje bilo najveći trn u oku njemačkom okupatoru u otporu i oslobodilačkoj borbi. Između 1941. i 1945. godine pao je čak 51 član 1. Slovenskog športnog kluba Maribor, među kojima vrijedi istaknuti jednog od najboljih prijeratnih mariborskih nogometaša i narodnog heroja Radeta Iršića.
Momčad SK Železničar predstavljala je u tom razdoblju svojevrsnu posebnost u mariborskim nogometnim krugovima. Budući da su klupske sekcije uglavnom uključivale željezničare, koji su okupatoru bili prijeko potrebni iz vojno-strateških razloga, prema njima je izrekao manje sankcija nego drugima, zbog čega je i SK Železničar dobio poseban status i reorganiziran u SK Reichsbahn-Marburg. Nogometna momčad SK Reichsbahn-Marburg nije smjela imati omladinski tim, jer su te članove nacisti uključili u aktivnosti Deutsche Jugenda, koja je pronjemački djelovala u okviru Štajerskog domovinskog saveza, a u velikoj mjeri su ostali samo oni nogometaši koji se nisu uključili u oslobodilačku borbu ili nisu bili pogođeni mjerama odmazde okupatora. U Drugom svjetskom ratu živote je izgubilo petnaest prijeratnih članova SK Železničar, među kojima i četiri člana pobjedničke momčadi iz sezone 1939./40. Karel Stalekar, Ivan Turk – Joco i braća Ivan Zagernik Joco i Tone Zagernik – Vasja.
Okružni sportski vođa Franz Hönig je posebno istaknuo važnost najveće sportske udruge mariborskih Nijemaca Sportverenigung Rapid, koja je obavljala zadaću Kulturbunda i neprestano brinula o tjelesnom i duhovnom razvoju njemačkog stanovništva na ovim prostorima, čime je postavila čvrste temelje za razvoj novih članova Wehrmannschafta, koji je 1941. godine u Donjoj Štajerskoj osnovan u sklopu Štajerskog domovinskog saveza i bio je svojevrsna inačica naoružane jedinice Sturmabteilunga (SA) NSDAP-a. Mnogo pohvala za dosadašnji rad dobili su i njemački sportski klubovi u Celju (Cilli Athletiksportklub) i Ptuju (SK Pettau).
Okupacijske vlasti također su planirale, među ostalim, da svako veće mjesto u Donjoj Štajerskoj ima samo jedan sportski klub, jer su smatrale da će samo koncentracija svih sportskih aktivnosti na jednom mjestu pridonijeti većem uspjehu sportaša i njihovom priznanju u Trećem Reichu. Propisali su i detaljan plan rada po kojem bi se trebali pridržavati sportski klubovi u Mariboru, Celju i Ptuju. One bi se preustrojile u multidisciplinarne sportske udruge (Sportgemeinschaft), u sklopu kojih bi djelovale pojedine sportske sekcije (nogometne, košarkaške, atletske, biciklističke itd.). Svatko tko je želio aktivno sudjelovati u sportskim klubovima morao je biti član Heimatsbunda. U početku je bilo planirano samo djelovanje sportskih društava u Mariboru, Celju i Ptuju, ali su okupacijske vlasti planirale što prije osnovati nove sportske klubove u svim većim mjestima Donje Štajerske.

## Sezona
Početak prvenstva nekoliko je puta odgađan, budući da vodstvo Štajerskog domovinskog saveza nije bilo potpuno jednoglasno oko broja ekipa koje bi trebale nastupiti u natjecanju, ali je nakon dugotrajnih pregovora konačno donesena odluka da će se sezona 1941./42. koja je ujedno bila i premijerna sezona donjoštajerskih klubova u Gauligi Steiermark. Od klubova iz Slovenije igrali si SV Rapid Marburg (SV Rapid Maribor) i SG Cilli (ŠD Celje).

Gauliga Steiermark službeno je započela 7. rujna 1941., a zbog reorganizacije natjecanja i dodavanja Rapida i SG Cillija planirano je da u natjecanju u sezoni 1941./42. sudjeluje deset ekipa. Uz Maribor i Celje natjecali su se klubovi: SK Kapfenberg, Reichsbahn Graz, BSG Donawitz, BSG Rosental, GAK, Grazer SC, LSV Zeltweg i TuS Leibnitz.
Mariborčani su na kraju jesenskog dijela sezone u svom premijernom nastupu u Gauligi Steiermark skupili četiri pobjede, jedan remi i četiri poraza te s 8 bodova zauzeli vrlo solidno peto mjesto, dok su Celjani s četiri pobjede i pet poraza skupili bod manje te na kraju jesenskog dijela sezone zauzeli ukupno sedmo mjesto prvenstvene ljestvice.

Nakon jesenskih nastupa uslijedila je četveromjesečna pauza, jer su ih odgovorni za travnate površine zbog izuzetno duge zime mogli urediti tek u travnju 1942. godine. U ovom razdoblju, uz zanemariv broj prijateljskih susreta, dogodile su se i neke promjene izvan terena. U Rapidu su se dogodile radikalne promjene u upravi kluba. Vođenje Rapida sada je povjereno Filipu Wasletu. Nogometna momčad Rapid, uz SG Cilli, također je primljena u natjecanje za Tschammerpokal, što je značilo dodatnu priliku za promociju donjoštajerskog nogometa u Trećem Reichu.

## Ljestvica
- Marburg → Maribor
- Cilli → Celje

| mj.                                                                                  | klub               | ut. | pob. | ner. | por. | gol+ | gol- | kvoc  | bod |
| ------------------------------------------------------------------------------------ | ------------------ | --- | ---- | ---- | ---- | ---- | ---- | ----- | --- |
| 1.                                                                                   | Kapfenberger SC    | 17  | 15   | 0    | 2    | 78   | 15   | 5,200 | 30  |
| 2.                                                                                   | SG Reichsbahn Graz | 18  | 11   | 2    | 5    | 70   | 40   | 1,750 | 24  |
| 3.                                                                                   | BSG Donawitz       | 18  | 10   | 3    | 5    | 65   | 54   | 1,203 | 23  |
| 4.                                                                                   | BSG Rosental       | 18  | 7    | 5    | 6    | 49   | 47   | 1,042 | 19  |
| 5.                                                                                   | Rapid Marburg      | 18  | 8    | 2    | 8    | 47   | 39   | 1,205 | 18  |
| 6.                                                                                   | DSG Cilli          | 16  | 7    | 1    | 8    | 55   | 46   | 1,195 | 15  |
| 7.                                                                                   | Grazer AK          | 18  | 7    | 1    | 10   | 42   | 56   | 0,750 | 15  |
| 8.                                                                                   | Grazer SC          | 18  | 6    | 0    | 12   | 40   | 69   | 0,579 | 12  |
| 9.                                                                                   | LSV Zeltweg        | 16  | 5    | 0    | 11   | 34   | 57   | 0,596 | 10  |
| 10.                                                                                  | TuS Leibnitz       | 17  | 3    | 2    | 12   | 20   | 77   | 0,259 | 8   |
| TuS Leibnitz ušao je nakon povlačenja SV Gratkorn, preostale utakmice nisu odigrane. |                    |     |      |      |      |      |      |       |     |
| Izvori:                                                                              |                    |     |      |      |      |      |      |       |     |

|  | Kapfenberger SC igra završnicu za promociju u Gauliga Donau-Alpenland 1942./43. Nije uspio. |

- Novi članovi: BSG Puch Graz, Post SG Graz, BSG Fohnsdorf i Reichsbahn Marburg (Železničar Maribor)

## Poveznice
- Gauliga Donau-Alpenland 1941./42.
- 1. Klasse Kärnten 1941./42.

## Vanjske poveznice
- Milorad Sijić, Fudbal u Kraljevini Jugoslavije (drugo dopunjeno izdanje)
- RSSSF
- Štajerska ljestvica 1920.-1945.
- Aleš Marđetko, Športno dogajanje v okupiranem Celju (1941 – 1945)
- Austria Soccer